# エゾスズラン
エゾスズラン（蝦夷鈴蘭、学名：Epipactis papillosa ）は、ラン科カキラン属の多年草。別名、アオスズラン（青鈴蘭）。

## 特徴
根茎は短い。茎は直立し、高さは30-60cmになり、全体に褐色の短い縮毛が生える。葉は5-7個が互生し、楕円状卵形になり、長さ7-12cm、幅2-4cm、先端は鋭くとがり、基部は茎を抱く。葉に縦ひだがあり、細毛があるためザラつき感がある。
花期は7-8月。茎の上部に20-30個の緑色の花を総状花序につけ、下方から開花していく。苞は葉質で、長さは花と同長か少し短い。萼片は長さ9-12mmの狭長卵形で、先端は鈍頭。側花弁は萼片より短い卵形。唇弁は卵状披針形になり、花弁と同長で白く、唇弁の前部は3角形、唇弁の後部は袋状になり、内面は暗褐色になる。

## 分布と生育環境
日本では、北海道、本州、四国、九州に分布し、亜高山帯の高木林下に生育する。国外では、南千島、カムチャツカ、樺太、朝鮮、ウスリー、中国東北部に分布する。

## ギャラリー
- 全草に短毛があり、花は緑色。
- 唇弁の基部の内面は暗褐色になる。
- 花序が伸びる前の状態。

## 下位分類
- ハマカキラン Epipactis papillosa Franch. et Sav. var. sayekiana (Makino) T.Koyama et Asai - 日本の本州の愛知県から青森県までの太平洋側の海岸のクロマツ林下にみられる。基本種に似るが、唇弁がより白く、萼片が黄色を帯びる[2]。絶滅危惧II類(VU)。
- マルバハマカキラン Epipactis papillosa Franch. et Sav. var. sayekiana T.Koyama et Asai f. rotundifolia Asai - 神奈川県にまれに産し、ハマカキランの葉が円形に近いもの[2]。